# Qiligou
Qiligou (kinesiska: 七里沟, 七里沟街道) är en socken i Kina. Den ligger i prefekturen Xuzhou Shi och provinsen Jiangsu, i den östra delen av landet, omkring 280 kilometer nordväst om provinshuvudstaden Nanjing. Antalet invånare är 8361. Befolkningen består av 3 958 kvinnor och 4 403 män. Barn under 15 år utgör 15,0 %, vuxna 15-64 år 78 %, och äldre över 65 år 6,0 %.
Genomsnittlig årsnederbörd är 961 millimeter. Den regnigaste månaden är juli, med i genomsnitt 205 mm nederbörd, och den torraste är januari, med 12 mm nederbörd.